# Salvatore Elia
Salvatore Elia, né le 30 juin 1999 à Prato en Italie, est un footballeur italien, qui évolue au poste d'ailier droit à l'Empoli FC.

## Biographie

### En club
Né à Prato en Italie, Salvatore Elia est formé par l'Atalanta Bergame. Il commence toutefois sa carrière à la Juve Stabia, où il est prêté le 31 juillet 2018 pour une saison. Le club évolue alors en Serie C. Il contribue cette saison-là à la remontée du club en Serie B.
Son prêt à la Juve Stabia est prolongé d'une saison le 11 juillet 2019. Il découvre alors la Serie B avec ce club, jouant son premier match dans la compétition le 25 août 2019, lors de la première journée de la saison 2019-2020 contre l'Empoli FC. Il entre en jeu à la place de Giacomo Calò et son équipe s'incline par deux buts à un.
Le 25 septembre 2020, Salvatore Elia est prêté à l'AC Pérouse, et retrouve alors la Serie C.
Le 20 juillet 2021, Elia est prêté au Benevento Calcio pour une saison.
Le 28 juillet 2022, Elia est de nouveau prêté, cette fois-ci au Palerme FC.
Lors d'un match de championnat contre l'AS Cittadella disputé le 23 octobre 2022 (0-0 score final), Elia sort sur blessure. Touché sérieusement aux ligaments croisés du genou droit, il est absent des terrains pour de longs mois et sa saison 2022-2023 est dès lors terminée.
Le 1er septembre 2023, Salvatore Elia quitte définitivement l'Atalanta Bergame et rejoint le Spezia Calcio. Il signe un contrat de trois ans, soit jusqu'en juin 2026.
Elia marque son premier but pour la Spezia le 5 mai 2024, lors d'une rencontre de championnat face au Cosenza Calcio. Entré en jeu à la place d'Arkadiusz Reca, il marque le but égalisateur de son équipe (2-2 score final).

### En équipe nationale
Salvatore Elia représente l'équipe d'Italie des moins de 18 ans pour un total de deux matchs joués en 2016.